# Killing Them Softly
Killing Them Softly ist ein US-amerikanischer Kriminalfilm aus dem Jahr 2012, bei dem Andrew Dominik das Drehbuch schrieb und Regie führte. Der Film basiert auf dem Roman Cogan’s Trade aus dem Jahr 1974 von George V. Higgins. Am 22. Mai 2012 hatte der Film auf den Internationalen Filmfestspielen von Cannes 2012 Premiere.

## Handlung
Der Film spielt Ende 2008 während des Wahlkampfes zwischen Barack Obama und John McCain im heruntergekommenen New Orleans. Der vorbestrafte Textilreinigungsbetreiber Johnny Amato plant einen Überfall auf eine Poker-Runde. Deren Organisator Markie Trattman hatte bereits einmal seine eigene Poker-Runde überfallen lassen und dies später betrunken ausgeplaudert. Die an dem illegalen Glücksspiel beteiligte Mafia ließ ihn jedoch leben, da die Mafia das Geld auch nur illegal erbeutet hatte und alle Markie mochten. Amato setzt darauf, dass bei einem erneuten Überfall der Verdacht auf Markie fällt.
Ausführen lässt Amato den Überfall von Frankie, der den drogenabhängigen Russell als Komplizen anheuert. Zur Aufklärung setzt die Mafia den Auftragsmörder Jackie Cogan als eigenen „Ermittler“ ein, der seine Aktionen mit einem anonymen Kontaktmann koordiniert. Obwohl Jackie überzeugt ist, dass Trattman als Bauernopfer herhalten soll, lässt er ihn durch zwei Kleingangster zusammenschlagen. Später erfährt er durch Zufall, dass Russell am Überfall beteiligt war und dass Amato hinter dem Überfall steckt. Russell wird später von der Polizei wegen Drogenbesitzes verhaftet. Da Trattman in der „öffentlichen Wahrnehmung der Mafia“ als erneuter Übeltäter dasteht, erschießt Jackie ihn unabhängig von der Schuldfrage.
Jackie möchte den Mord an dem ihm persönlich bekannten Amato nicht selbst ausführen und lässt den älteren Kollegen Mickey aus New York einfliegen. Der inzwischen alkoholabhängige und unberechenbare Mickey vergeudet jedoch viel Zeit mit Prostituierten. Jackie sorgt dafür, dass Mickey wegen Verstoßes gegen seine Bewährungsauflagen festgenommen wird und nimmt den Auftrag doch selbst in die Hand.
Jackie setzt Frankie unter Druck: Entweder er führt ihn zu Amato und wird verschont, oder Jackie bringt sie beide um. Widerwillig geht Frankie auf das Angebot ein. Nachdem Jackie Amato getötet hat, erschießt er nach der Rückfahrt abredewidrig auch noch Frankie. Später meldet Jackie dem Kontaktmann Vollzug und verlangt sein Geld. Als er hört, dass die Mafia sein Honorar erheblich gekürzt hat, wird er wütend. Vor der TV-Übertragung der Antrittsrede des neu gewählten Präsidenten Barack Obama sagt Jackie dem Kontaktmann, was er von dem amerikanischen Pathos halte. Dabei weist er ihn darauf hin, dass Thomas Jefferson, nachdem er geschrieben hatte „alle Menschen seien gleich geschaffen“, nachhause gegangen sei und Sex mit seiner Haussklavin gehabt habe. Amerika sei ein Business und nichts weiter. Danach fordert Jackie noch einmal nachdrücklich sein volles Honorar, und der Film blendet ab.

## Hintergrund

### Produktion
Der Film ist eine Adaption von George V. Higgins’ Roman Cogan’s Trade. Das Drehbuch schrieb der auch Regie führende Andrew Dominik, welcher jedoch den Hintergrund der Geschichte in die heutige Zeit versetzte.

“As I started adapting it, it was the story of an economic crisis, and it was an economic crisis in an economy that was funded by gambling – and the crisis occurred due to a failure in regulation. It just seemed to have something that you couldn’t ignore.”

„Als ich anfing, den Roman zu adaptieren, war es die Geschichte einer Wirtschaftskrise und es war die Krise in einer Wirtschaft, welche durch Glücksspiel finanziert wurde – und die Krise trat durch einen Fehler in den Bestimmungen auf. Es sah eben so aus, dass ich etwas hatte, was ich nicht ignorieren konnte.“

Das Filmprojekt wurde zuerst im November 2010 angekündigt, als Brad Pitt im Gespräch für die Hauptrolle war. Pitt schloss sich dem Projekt im darauffolgenden Monat an und der Produktionsbeginn wurde für den März 2011 in Louisiana terminiert. Weitere Rollen wurden im Frühjahr 2011 besetzt. Zoe Saldana, Mark Ruffalo, Sam Rockwell und Javier Bardem gaben dem Filmprojekt eine Absage. Pitt trat bei dem Filmprojekt als Mitproduzent auf.
Die Produktion begann im Januar 2011, die Dreharbeiten fanden ab dem 2. Februar 2011 bis März 2011 statt. Der Film wurde in New Orleans gedreht.
Garret Dillahunt erwähnte in einem Interview, dass die erste Schnittfassung des Films etwa zweieinhalb Stunden lang war.
Richard Jenkins ist in sämtlichen Szenen, sei es auf dem Fahrersitz seines Wagens oder in der Abschlussszene an der Bar, stets ausschließlich sitzend zu sehen.
Killing Them Softly ist der erste abendfüllende Film, der den Film 500T 5230 von Kodak verwendet.
Die Dialogszene in der Wäscherei ist in der englischsprachigen Originalfassung nahezu wörtlich dem Anfang des Romans entnommen. Auch weitere Dialogpassagen wurden wörtlich der englischsprachigen Romanvorlage übernommen. In die deutsche Synchronfassung war dies jedoch nicht übertragbar.
Der Film nimmt immer wieder auf die politische und wirtschaftliche Lage in den USA Bezug. In Fernsehausschnitten sind Ausschnitte aus Reden des ehemaligen Präsidenten George W. Bush zu sehen. Im Hintergrund sind Wahlplakate des Wahlkampfes von 2008 zu sehen. Außerdem sieht man die Protagonisten durch vollkommen verwahrloste Straßenzüge gehen.

### Veröffentlichung
Am 22. Mai 2012 feierte der Film seine Weltpremiere bei den Internationalen Filmfestspielen von Cannes. Im Vereinigten Königreich, Irland und Spanien lief der Film am 21. September 2012 an. In Deutschland war der Film ab dem 29. November 2012 im Kino zu sehen. In den US-amerikanischen Kinos startete der Film einen Tag später.

### Finanzieller Erfolg
Das Budget des Films wurde auf 18 Millionen US-Dollar geschätzt. Am Eröffnungswochenende spielte der Film in den USA über 6,8 Millionen US-Dollar ein. Anfang Dezember 2012 wurde er mit diesem Einspielergebnis in den USA als Flop bewertet, zumal er lediglich den siebten Platz der Kinocharts erreichte. Gründe wurden in der für US-amerikanische Verhältnisse ungewöhnlich politischen Ausrichtung des Films gesehen.

## Deutsche Synchronfassung
Die deutsche Synchronbearbeitung entstand bei Scalamedia in Berlin. Das Dialogbuch verfasste Gerrit Schmidt-Foß, der zugleich die Synchronregie führte.
| Darsteller        | Deutscher Sprecher     | Rolle              |
| ----------------- | ---------------------- | ------------------ |
| Brad Pitt         | Tobias Meister         | Jackie Cogan       |
| Scoot McNairy     | Tommy Morgenstern      | Frankie            |
| Ben Mendelsohn    | Thomas Petruo          | Russell            |
| James Gandolfini  | Eberhard Haar          | Mickey             |
| Richard Jenkins   | Bodo Wolf              | Fahrer             |
| Vincent Curatola  | Lutz Schnell           | Johnny Amato       |
| Ray Liotta        | Udo Schenk             | Markie Trattman    |
| Trevor Long       | Viktor Neumann         | Steve Caprio       |
| Max Casella       | Olaf Reichmann         | Barry Caprio       |
| Sam Shepard       | Detlef Bierstedt       | Dillon             |
| Slaine            | Gerrit Schmidt-Foß     | Kenny Gill         |
| Barack Obama      | Oliver Siebeck         | Barack Obama       |
| Mustafa Harris    | Gerrit Schmidt-Foß     | Barkeeper #1       |
| Joe Chrest        | Florian Halm           | DEA-Agent #1       |
| Kirk Jordan       | Andreas Hosang         | DEA-Agent #2       |
| George W. Bush    | Michael Pan            | George W. Bush     |
| Henry Paulson     | Hans-Jürgen Dittberner | Henry Paulson      |
| John McCain       | Jan Spitzer            | John McCain        |
| Dared Wright      | Stefan Staudinger      | Kellner            |
| Nancy Pelosi      | Denise Gorzelanny      | Nancy Pelosi       |
| Peter DeFazio     | Helmut Gauß            | Peter DeFazio      |
| Linara Washington | Vera Teltz             | Prostituierte LuLu |

## Soundtrack
Am 18. September 2012 veröffentlichte Lakeshore Entertainment den Soundtrack zum Film, der zehn Musiktitel verschiedener Interpreten enthält.
| Nr. | Titel                           | Interpret                   |
| --- | ------------------------------- | --------------------------- |
| 1   | Moon Dance                      | Carl Stone                  |
| 2   | The Man Comes Around            | Johnny Cash                 |
| 3   | Life Is Just a Bowl of Cherries | Jack Hylton & His Orchestra |
| 4   | Heroin                          | The Velvet Underground      |
| 5   | Wrap Your Troubles in Dreams    | Nico                        |
| 6   | Love Letters                    | Ketty Lester                |
| 7   | I Think This Town is Nervous    | The Wreckery                |
| 8   | It’s Only a Paper Moon          | Cliff „Ukulele Ike“ Edwards |
| 9   | Money (That’s What I Want)      | Barrett Strong              |
| 10  | The Feeling In My Nuts          | Marc Streitenfeld           |

## Rezeption
Killing Them Softly sei ein „brillanter, ein mutiger Film und weit mehr als nur ein Genrebeitrag“, urteilte Carsten Baumgardt von Filmstarts. Mit dem „meisterhafte[n] Gangster-Drama“, das im „Gewand einer Gaunergeschichte“ daherkommt und „ein denkbar zynisches und düsteres Bild von einem Land, das so gern als strahlender Weltenheld wahrgenommen werden will“, zeichnet, sei Andrew Dominik „ein pessimistischer Kommentar zur Weltenlage in der Ära des Spätkapitalismus“ gelungen. Baumgardt vergab 4,5 von 5 möglichen Punkten.
Maximilian Kloes vom Focus ist der Meinung, die Vereinigung von „Gangsterwelt, Gesellschaftskritik und Gagfeuerwerk […] scheitert zwar, doch Brad Pitt weiß den Film zu retten“. Regisseur Andrew Dominik versucht „Gewalt zu ästhetisieren“, zugleich will der Film „gesellschaftskritisch und lustig sein“ sowie „über die Gangsterebene hinausgehen und amerikanische Mythen dekonstruieren“. Dies gelinge den Dialogen indes nicht zu transportieren. Die Charaktere seien verbesserungswürdig, so „ist Russell als süchtiger Idiot so nervig angelegt und Frankie als Normalo so blass“, dass „das Niveau durch die »niederen« Charaktere zu stark gedrückt“ werde. Durch die Nebenhandlungen wirke der Film „zu verkrampft und unausgewogen“.
Thomas Groh von der taz ist der Meinung, der Film sei „nicht nur sehr blutig, sondern auch sehr zynisch“ und enthalte viel „Kapitalismuskritik“. Der „Pulp- und Hard-Boiled-Literatur vollgesogenen US-Indiethriller der 90er Jahre“ präsentiere „zynischen Nihilismus“. Die „»tiefsinnige« Kapitalismuskritik in billigen Assoziationen“ vermag Groh nicht zu überzeugen.
Britta Schmeis vom Stern teilt die Meinung, der Film berge ein gewisses „Kult-Potenzial“ mit seiner „Mischung aus Gangsterfilm und Gesellschaftskritik“. Der „düstere Gangsterfilm mit Quentin-Tarantino-Anmutung“ suggeriere „sehr geschickt“ dem Zuschauer, „der amerikanische Traum ist ausgeträumt“. Neben der „bitterbösen Systemkritik“ handelt der Film im Kern „vom klassischen Mafia-Geschäft“. Der Handlung sei im letzten Drittel des Films aufgrund vieler Protagonisten mit unterschiedlichen Intentionen und Auftraggebern „kaum noch zu folgen“. Diese durchaus geniale Vermischung hat seinen Reiz, auch wenn sie mitunter ein wenig gewollt inszeniert scheint. Unter den Darstellern seien insbesondere die schauspielerischen Leistungen von Brad Pitt, Scoot McNairy, Ben Mendelsohn, James Gandolfini, Richard Jenkins sowie Ray Liotta hervorzuheben.
Das „grimmige Neo-Noir-Drama“ zeige eine US-amerikanische Nation, die „im Zuge der Finanzkrise wirtschaftlich wie moralisch am Boden liegt“, urteilte Tim Slagman vom Spiegel. Der Film „ist nicht düster, er ist grau“, dennoch – oder gerade deshalb – seien die Bilder „von expressiver Gewalt“.
Die Verbrecher des amerikanischen Films stellen eine in Schieflage geratene Verkörperung des amerikanischen Traums dar, konstatiert Jan Knoblauch von der Frankfurter Allgemeinen Zeitung. Dies fällt in Killing Them Softly jedoch so „unglamourös“ wie selten aus. Die Gewaltdarstellungen seien in „blutigen und realistischen“ Szenen inszeniert worden, „wie sie lange nicht mehr über deutsche Leinwände“ liefen. James Gandolfini besteche mit „brillanter Darstellung eines Auftragskillers in der persönlichen Rezession“, die den Film allein schon sehenswert mache. Der Film „ist kein selbstironisches Pulp-Epos à la Tarantino, auch wenn die etwas überengagiert wirkende Darstellung eines Kopfschusses in Zeitlupe vor dem Sound von Ketty Lesters »Love Letters« das vermuten lässt“, doch „dazu fehlt die genretypische Coolness“. Das „reale Gemetzel“, welches auf die „tragische Komik schäbiger Verbrecherkarikaturen“ folge, vermag dem Film seine Wirkung zukommen zulassen.
Mit der „tiefschwarzen Gangsterstory“ sei Andrew Dominik nach Urteil von Wenke Husmann von der Zeit eine „Parabel der amerikanischen Gesellschaft“ gelungen, die „brutal, pessimistisch und schlimmstenfalls wahr“ sei. Der Film offenbare, „was ihrer Meinung nach derzeit die Verantwortlichen in der amerikanischen Wirtschaft und die Regierenden ihren Landsleuten antun: sie ganz schonend umbringen“. Zugleich sei der Film für US-amerikanische Verhältnisse „ungewöhnlich politisch“, so politisch, dass er erst Wochen nach Barack Obamas erfolgreichen Wahl für eine zweite Amtszeit im Kino angelaufen sei. „Der Reiz des Plots“ liege darin, dass die Handlung der Romanvorlage ins Jahr 2008 verlegt wurde. Greig Fraser schaffe mit seiner Kameraarbeit „Momente von poetischer Schönheit“. Geld als „Lebenselixier“ spiele den Dreh- und Angelpunkt, der für sämtliche Charaktere den Anreiz für ihre Taten schaffen, den Gaunern, den unsichtbaren Auftraggeber, selbst den Pokerspielern. In diesem Kontext sei auch das Fazit des Films zu verstehen: „Amerika ist kein Land“, resümiert Cogan, „Amerika ist Business“.
Nach Tobias Kniebe von der Süddeutschen Zeitung ist der Film ein „Gangsterstück“, das im „Wasteland von New Orleans“ spielt, bei dem sich Andrew Dominik als „treuer Literaturverfilmer“ verdient macht. „Reden ist die eigentliche Passion“ des Films neben der Darstellung des Tods als Geschäft. Diese „Gangsterdialoge aus der Tarantino-Schule“ machen den Film aus. Insbesondere James Gandolfini, aber auch Ben Mendelsohn gehen in ihren Dialogen auf, „die zum Monolog tendieren“, dabei „erstaunlich frisch“ wirken und „Kabinettstückchen wunderbarer Schmierigkeit“ darstellen.

## Auszeichnungen
Andrew Dominik wurde 2012 für eine Goldene Palme nominiert. Im selben Jahr wurde Scoot McNairy beim Hamptons International Film Festival in der Kategorie Breakthrough Performer ausgezeichnet.